# أنتونينا سكوروبوجاتشينكو
أنتونينا سكوروبوجاتشينكو (الروسية: Антонина Скоробогатченко) مواليد 14 فبراير 1999 في فولغوغراد، هي لاعبة كرة يد روسية تلعب كظهير أيمن. تلعب حاليا مع دينامو فولغوغراد وتحمل الرقم 39. مثلت منتخب روسيا لكرة اليد للسيدات.

## سجل المنافسة
شاركت في البطولات التالية:
- بطولة أوروبا لكرة اليد للسيدات 2016

## روابط خارجية
- أنتونينا سكوروبوجاتشينكو على موقع الاتحاد الأوروبي لكرة اليد (الإنجليزية)
- أنتونينا سكوروبوجاتشينكو على موقع أوليمبيديا (الإنجليزية)